# Pariana interrupta
Pariana interrupta är en gräsart som beskrevs av Thomas Gaskell Tutin. Pariana interrupta ingår i släktet Pariana och familjen gräs. Inga underarter finns listade i Catalogue of Life.